# Varnska nekropola
Varnnska nekropola (bolgarsko Варненски некропол) ali Varnensko pokopališče je grobišče v zahodni industrijski coni Varne (približno pol kilometra od Varnskega jezera in 4 km od središča mesta), mednarodno velja za eno ključnih arheoloških najdišč v svetovni prazgodovini. Na mestu so odkrili najstarejši zlati zaklad in nakit na svetu, ki sega v obdobje od 4600 pr. n. št. do 4200 pr. n. št.. Številne prazgodovinske bolgarske najdbe veljajo za nič manj stare - zlati zakladi Hotnica, Durankulak, artefakti iz kurganske naselbine Junacite pri Pazardžiku, zlati zaklad Sakar, pa tudi kroglice in zlati nakit, najdeni v kurganski naselbini Provadia - Solnicata ('solna jama'). Varnsko zlato pa najpogosteje imenujemo najstarejše, saj je ta zaklad največji in najbolj raznolik.

## Odkritje in izkopavanje
Najdišče je oktobra 1972 po naključju odkril bagerist Rajčo Marinov. Prvi, ki je ovrednotil pomemben zgodovinski pomen, je bil Dimitar Zlatarski, ustanovitelj Dalgopolskega zgodovinskega muzeja. Poklicali so ga domačini, da bi pregledal, kaj so našli prejšnji dan. Zavedal se je, kako pomembna je najdba, zato je stopil v stik z zgodovinskim muzejem Varna in po podpisu vladnih dokumentov predal raziskavo v vodstvo Mihailu Lazarovu (1972–1976) in Ivanu Ivanovu (1972–1991). Približno 30 % ocenjenega območja nekropole še vedno ni izkopano.
V nekropoli je bilo najdenih skupno 294 grobov, mnogi vsebujejo prefinjene primerke metalurgije (zlato in baker), keramike (približno 600 kosov, vključno z zlato poslikanimi), visokokakovostna rezila iz kremena in obsidiana, kroglice in školjke.

## Kronologija
Grobovi so bili datirani v 4569–4340 pr. n. št. z radiokarbonskim datiranjem leta 2006 in pripadajo bakrenodobni kulturi Varna, ki je lokalna različica KGKVI.

## Pogrebni obredi
Obstajajo poševne in ravne inhumacije. Nekateri grobovi ne vsebujejo okostja, ampak grobne darove (kenotafe). Ti simbolični (prazni) grobovi so najbogatejši z zlatimi artefakti. Najdenih je bilo tri tisoč zlatih artefaktov, težkih približno šest kilogramov. Grob 43 je vseboval več zlata, kot je bilo najdenega v celotnem preostalem svetu tiste dobe. Sprva je bil identificiran kot grob princa, zdaj pa se domneva, da je grob kovača. Trije simbolični grobovi so vsebovali maske iz nepečene gline.
»Varna je najstarejše doslej odkrito pokopališče, kjer so bili ljudje pokopani z obilnimi zlatimi okraski. … Teža in število zlatih najdb na pokopališču v Varni za nekajkrat presega skupno težo in število vseh zlatih artefaktov, najdenih na vseh izkopanih mestih. istega tisočletja, 5000-4000 pred našim štetjem, z vsega sveta, vključno z Mezopotamijo in Egiptom … Trije grobovi so vsebovali zlato V vsakem od teh treh grobov je bilo odkrito žezlo, simbol vrhovne posvetne ali verske oblasti, ki je skupaj predstavljalo več kot polovico skupne teže vseh zlatih nagrobnikov. (Slavčev 2010)
Najdbe so pokazale, da je kultura Varna imela trgovinske odnose z oddaljenimi deželami, morda vključno s spodnjo regijo Volge in Kikladi, morda je izvažala kovinske izdelke in sol iz rudnika kamene soli Provadiya - Solnitsata. Bakrova ruda, uporabljena v artefaktih, izvira iz rudnika Sredna Gora blizu Stare Zagore, sredozemske školjke Spondylus, najdene v grobovih, pa so morda služile kot primitivna valuta.
Kultura je imela prefinjena verska prepričanja o posmrtnem življenju in je razvila hierarhične statusne razlike. Najdišče ponuja najstarejše znane dokaze o pokopu elitnega človeka. (Marija Gimbutas trdi, da je konec 5 tisočletja pr. n. št. čas, ko se je v Evropi začel razvoj moške prevlade.) Moški visokega statusa, pokopan z najimenitnejšo količino zlata, je držal bojno teglo ali macolo in nosil zlato ovojnico za penis. ali verjetno konica pasu iz zlata. Zlate ploščice v obliki bika so lahko tudi častile moškost, instinktivno silo in vojskovanje. Gimbutas meni, da so artefakte večinoma izdelali lokalni obrtniki.

## Zgodovinski vpliv
Gimbutas (1991) pravi: »Prekinitev kultur Varna, Karanovo, Vinča in Lengjel na njihovih glavnih ozemljih ter obsežni premiki prebivalstva proti severu in severozahodu so posredni dokazi katastrofe takšnih razsežnosti, ki je ni mogoče razložiti z možnimi podnebnimi spremembami, izčrpanosti zemlje ali epidemije (za kar ni dokazov v drugi polovici 5. tisočletja pr. n. št.). Neposredne dokaze o vdoru bojevnikov na konjih najdemo ne le v posameznih pokopih moških pod gomilami, temveč v nastanku celotnega kompleksa kurganskih kulturnih značilnosti.
Po besedah J. Chapmana: »Nekoč, ne tako zelo dolgo nazaj, je bilo splošno sprejeto, da so stepski nomadi iz severnopontske cone vdrli na Balkan in s tem konec družbe vrhunca bakrene dobe, ki je prinesla vrhunec življenja v živo, avtonomna metalurgija bakra in, kot največji vrhunec, pokopališče v Varni z osupljivim zgodnjim zlatom. Zdaj je stvar obrnjena in kompleks Varna in z njim povezane skupnosti so tiste, ki so odgovorne za spodbujanje začetka stepske pogrebne prakse, v kateri prevladuje prestižno blago, po širitvi kmetovanja«.
Med kovinskimi (zlato in baker) in nekovinskimi (minerali, kamnine, keramika, pigmenti, biofakti) artefakti v grobovih iz bakrenodobnega najdišča Varna so številne kroglice iz sestave kalcedona (karneol) in ahata. Opisane so tri glavne morfološke vrste kroglic: tip 1 – podolgovate sodčaste; tip 2 – podolgovate s trapezastimi fasetami; tip 3 – kratka valjasta (Kostov, 2007; Kostov, Pelevina, 2008). Karneol in sorodne kroglice tipa 2 imajo 'konstantno' število 32 faset – 16+16 na obeh straneh na raztezku kroglice, kar velja za verjetno najzgodnejše v bakrenodobnem kompleksnem fasetiranju na tako trdem mineralu (trdota kalcedona je 6,5–7 po Mohsovi lestvici). V luknjici ene kroglice karneola je bil najden zlat mini valj (~2x2 mm). Zlati artefakti iz nekropole v Varni so glede na skupno količino, domnevajo, »najstarejše zlato človeštva«. Analiza izmerjene teže različnih vrst zlatih artefaktov (kroglic, aplikacij, prstanov, zapestnic, pektoralov in diademov) je razkrila sistem teže z vsaj dvema minimalnima enotama teže ~0,14 in ~0,40 g med mineralnimi in zlatimi kroglicami (Kostov, 2004; Drugi (=2 karata) je bil predlagan kot osnovna 'halkolitska enota' z imenom van (iz prvih črk nekropole Varna).

## Muzejske razstave
Artefakte je mogoče videti v Arheološkem muzeju Varna in v Nacionalnem zgodovinskem muzeju v Sofiji. Leta 2006 so bili nekateri zlati predmeti vključeni v veliko in široko oglaševano nacionalno razstavo antičnih zlatih zakladov v Sofiji in Varni.
Zlato iz Varne je začelo potovati po svetu leta 1973; bilo je vključeno v nacionalno razstavo Zlato Trakijskega jezdeca, prikazano v številnih vodilnih svetovnih muzejih in razstaviščih v 1970-ih. Leta 1982 je bil 7 mesecev razstavljen na Japonskem kot Najstarejše zlato na svetu – prva evropska civilizacija z veliko publiciteto, vključno z dvema celovečernima TV dokumentarcema. V 1980-ih in 1990-ih so ga med drugim predvajali tudi v Kanadi, Nemčiji, Franciji, Italiji in Izraelu, revija National Geographic pa ga je objavila na naslovnici.
Artefakti nekropole v Varni so bili prvič prikazani v Združenih državah leta 1998 in 1999 kot del velike bolgarske arheološke razstave Tračansko bogastvo: Zakladi iz Bolgarije. V letih 2009–2010 je bilo na Inštitutu za preučevanje starega sveta newyorške univerze prikazanih več artefaktov na skupni bolgarsko-romunsko-moldavski razstavi z naslovom Izgubljeni svet stare Evrope: dolina Donave, 5000–3500 pr. n. št..

### Video
- Short BBC documentary on the necropolis